# Sarah Foot
Sarah Rosamund Irvine Foot (né le 23 février 1961) est une prêtre anglicane britannique et historienne du début du Moyen Âge, actuellement professeure Regius d'histoire ecclésiastique à l'Université d'Oxford.

## Jeunesse et éducation
Foot est née le 23 février 1961 et est la fille de l'historien militaire Michael R. D. Foot et de sa seconde épouse Elizabeth. Elle fait ses études jusqu'en 1979 à la Withington Girls 'School de Manchester. Elle monte ensuite au Newnham College de Cambridge pour étudier au Département d'anglo-saxon, de norrois et de celtique, où elle a comme professeurs, entre autres, Rosamond McKitterick et Simon Keynes. Elle obtient un baccalauréat ès arts (BA) en 1984: selon la tradition, son BA est promu à une maîtrise ès arts (MA Cantab). Elle obtient son doctorat en philosophie (PhD) en 1990 : sa thèse de doctorat, rédigée sous la direction de Rosamond McKitterick s'intitule Anglo-Saxon Ministers, 597-900.

## Carrière académique
Foot est, de 1989 à 1990, chercheuse au Gonville and Caius College de Cambridge, avant d'y devenir boursière et tutrice. En 1993, elle prend un poste de maître de conférence à l'Université de Sheffield, avant d'être promue maître de conférences en 2001. En 2004, elle est nommée à la nouvelle chaire d'histoire du haut Moyen Âge.
Le 22 février 2007, elle est nommée à la chaire Regius d'histoire ecclésiastique de l'Université d'Oxford. Elle est la première femme à occuper ce poste. Le poste de professeur est également annexé à un canonicat à Christ Church, bien que le titulaire du poste n'ait besoin que d'être un ecclésiastique laïc; et lors d'une cérémonie spéciale le 6 octobre 2007, Foot est installée comme chanoine résidentiel de la cathédrale.
Ses principaux domaines de recherche se situent dans l'histoire de l'Angleterre anglo-saxonne, en particulier les monastères anglo-saxons, les femmes et la religion, et les cisterciens. Elle travaille également sur l'histoire de l'Église et de la société du haut Moyen Âge ainsi que sur l'invention des Anglais dans l'historiographie et la théorie historique. En 2001, elle reçoit une importante bourse pour effectuer des recherches sur les ruines des abbayes cisterciennes du Yorkshire. Elle écrit une biographie d'Æthelstan, le premier roi de toute l'Angleterre. Elle travaille aussi sur les chartes de l'Abbaye de Bury St Edmunds. Elle contribue à un épisode de In Our Time de BBC Radio 4 sur la vie de St Cuthbert, diffusé en janvier 2021.
Elle est rédactrice en chef de l'Oxford History of Historical Writing.

## Ministère ordonné
De 2007 à 2017, Foot est chanoine laïc de la cathédrale Christ Church d'Oxford. Pendant ce temps, elle ressent l'appel à l'ordination. Elle se forme pour les ordres sacrés sur le cours du ministère d'Oxford, un cours à temps partiel donné au Ripon College Cuddesdon. Le 1er juillet 2017, elle est ordonnée diacre dans l'Église d'Angleterre par Steven Croft, l'évêque d'Oxford. Le 21 décembre 2017, elle est ordonnée prêtre par Colin Fletcher, l'évêque de Dorchester. Depuis 2017, elle est chanoine résidente de la cathédrale Christ Church dans le diocèse d'Oxford. Elle est également ministre non rémunérée à la cathédrale Christ Church de 2017 à 2019.

## Vie privée
En 1986, Foot épouse Geoff Schrecker : ils divorcent en 1999. Ensemble, ils ont un fils. En 2002, elle épouse Michael Bentley, professeur émérite d'histoire moderne à l'université de St Andrews.
En 2001, Foot est élue membre de la Royal Historical Society (FRHistS). Le 14 juin 2001, elle est élue Fellow de la Society of Antiquaries (FSA). Elle est présidente de la Société d'histoire ecclésiastique de 2011 à 2012.

## Publications
- Handbook of Historical Theory, Sarah Foot et Nancy F. Partner (eds.), Londres, Sage 2012. (ISBN 978-1-4129-3114-4)
- Æthelstan: The First English King, New Haven, Yale University Press 2011. (ISBN 978-0-300-12535-1)
- « The Bishops of Selsey and the Creation of a Diocese in Sussex » dans : Paul Foster et Rachel Moriarty (eds. ), Chichester – The Palace and Its Bishops Otter Memorial Paper Numéro 27. Chichester : Université de Chichester, 2011, p. 90–101 (ISBN 978-1-907852-03-9)
- "Patrick Wormald as Historian", dans : Stephen Baxter, Catherine E. Karkov, Janet L. Nelson et David Pelteret (eds. ), Early Medieval Studies in Memory of Patrick Wormald, Farnham, Ashgate 2009. (ISBN 0-7546-6331-0)
- "Where English Becomes British: Rethinking Contexts for Brunanburh", dans : Julia Barrow et Andrew Wareham (eds. ), Myth, Rulership, Church and Charters: Essays in Honor of Nicholas Brooks, Londres, Ashgate 2008. (ISBN 0-7546-5120-7)
- Monastic life in Anglo-Saxon England, c. 600–900, Cambridge University Press 2006. (ISBN 0-521-85946-8)
- "Reading Anglo-Saxon Charters: Memory, Record or Story?", in: Elizabeth M. Tyler and Ross Balzaretti (eds. ), Narrative and History in the Early Medieval West, Abingdon, Marston 2006. (ISBN 2-503-51828-1)
- "Finding the Meaning of Form: Narrative in Annals and Chronicles" dans: Nancy F. Partner (éd. ), Writing Medieval History (Writing History), Londres, Hodder Arnold 2005. (ISBN 0-340-80845-4)
- "The Historiography of the Anglo-Saxon 'Nation-State" dans : Len Scales et Oliver Zimmer (eds.), Power and the Nation in European History, Cambridge, Cambridge University Press 2005. (ISBN 0-521-84580-7)
- "Confronting Violence: A Medieval Perspective on the Ethics of Historiography" Storia della storiografia 42 (2002), pp. 23–41
- Veiled Women I: The Disappearance of Nuns from Anglo-Saxon England, Aldershot, Ashgate Publishing 2000. (ISBN 0-7546-0043-2)
- Veiled Women II: Female Religious Communities in England, 871–1066, Aldershot, Ashgate Publishing 2000. (ISBN 0-7546-0044-0)
- "Remembering, Forgetting and Inventing: Attitudes to the Past in England after the First Viking Age", Transactions of the Royal Historical Society, 6th series 9 (1999), pp. 185–200
- "English People" dans : Michael Lapidge et al. (eds), The Blackwell Encyclopedia of Anglo-Saxon England, Oxford, Blackwell 1998, p. 170f. (ISBN 0-631-15565-1)
- « The Making of Angelcynn : English Identity before the Norman Conquest », Transactions of the Royal Historical Society, 6th series 6 (1996), pp. 25–49
- « Violence Against Christians? The Vikings and the Church in Ninth-Century England », Medieval History 1.3 (1991), pp. 3–16
- « Glastonbury's Early Abbots » dans : Lesley Abrams et James P. Carley (eds. ), The Archaeology and History of Glastonbury Abbey: Essays in Honour of the Ninetieth Birthday of C. A. Ralegh Radford, Woodbrigde, Boydell 1991, p. 163-189. (ISBN 0-851-15284-8)
- "What Was an Anglo-Saxon Monastery?" dans : Judith Loades (éd. ), Monastic Studies, Bangor, Headstart History 1990, p. 48-57. (ISBN 1-8730-4100-4)
- « Parochial Ministry in Early Anglo-Saxon England: The Role of Monastic Communities » dans : W. J. Sheils et Diana Woods (éd. ), The Ministry: Clerical and Lay, Oxford, Blackwell 1989, p. 43-54. (ISBN 0-631-17193-2)